# Murad (tribu)
Murad fou una tribu àrab del grup meridional dels Madhhidj.
Ja s'esmenten en les inscripcions dels sabeus al segle vi. Se'ls anomena també en relació als làkhmides, quan el rei Amr ibn al Mundhir ibn Ma al-Sama (Amr (III) ibn Hind «Múdrit-al-Hijara» (554-569)va excloure del repartiment de regne al seu germanastre també anomenat Amr, nascut d'Usama, germana de la mare del rei anomenada Hind, aquest es va refugiar amb els muradites que el van reconèixer coma cap; però com que els governava de manera tirànica el van acabar matant. El rei Amr va envair el seu territori en revenja i va fer matar l'assassí.
A l'inici de l'islam els Murad van patir una greu derrota davant els Hamdan, que els va afeblir (el mateix any que la batalla de Badr). Els Murad adoraven al déu Yaghuth però després de la derrota es van aliar a Mahoma. El cap muradita Farwa ibn Musayk va anar a Medina el 631 i va signar un acord amb Mahoma. Però el cap principal de la tibu era Kays ibn al-Makshub que s'oposava a aquesta col·laboració. En la revolta d'al-Aswad al-Ansi contra els perses del Iemen, els muradites no hi van donar suport. A la mort del Profeta alguns xeics muradites no van reconèixer a Abu Bakr al-Siddiq i van participar en la Ridda, especialment al-Makshub; però fet presoner i li fou perdonada la vida, i des de llavors fou fidel al califa i la tribu va participar en les conquestes a Síria i l'Iraq. Kays va perdre un ull a la batalla del Yarmuk.
La major part de la tribu que va sortir del Iemen es va establir a Kufa i un membre de la tribu, Abd al-Rahman ibn Muldjam va assassinar al califa Ali ibn Abi-Tàlib. Un altre cap muradita fou executat el 679 a Kufa per haver participat en la conspiració de Muslim ibn Akil en favor d'Al-Husayn ibn Alí ibn Abi Tàlib.